# 資訊通信媒體發展局
資訊、通訊及媒體發展管理局（英語：Media Development Authority）是新加坡政府的法定机构，隶属于数码发展及新闻部（MDDI）。

## 历史
2016年8月16日新加坡国会通过《信息传播媒体发展管理局法案》，IMDA于当年9月30日正式成立。此前，信息通信发展管理局（Infocomm Development Authority, IDA）和媒體發展管理局（MDA）进行改组并合并。  

## 关键功能
IMDA提供各种对行业，社区的计划，政策和捐款。 IMDA另通过个人数据保护委员会（PDPC）保护用户隐私。  

## 关键举措
- 中小企业数字化 - 以一种计划为企业提供已批准的数字化方案，并协助他们将业务进行数字化。 [7] [8]
- 数字经济行动框架 - 其目的在通过加快工业和企业的数字化进程，提高国际竞争力以及通过前沿技术改造信息通信和媒体部门，从而增强新加坡的数字优势。 [9]
- 服务4.0 - 提供计划以帮助企业满足新兴技术推动的新服务行业的计划。 有些是针对中小ICE企业的GOCLOUD，Pixel和数字服务实验室（DSL）的方案[10] [11] [12]
- 数字准备 - 一项提供计划的计划，旨在帮助新加坡人积极，负责任和自信地使用技术。 [13]
- 技术加速器（TeSA） - 与新加坡技能机构的一项合作计划，旨在为数字经济做好准备。它为技术人员建立和发展ICT技能提供计划和赠款。 [14]